# Noelia Marzol
Noelia Marzol (Villa del Parque, Buenos Aires; 1 de diciembre de 1986) es una actriz, bailarina y presentadora de televisión argentina. Es conocida por haber participado de los programas 3, 2, 1 ¡A ganar! (2010), Minuto para ganar (2011-2013, 2019), Hiperconectados (2012), La Nave de Marley (2014), Qué mañana! (2017-2018) y Todo puede pasar (2020-2021).
En su carrera como actriz se destacó en teatro, cine y televisión. Tuvo su primer papel principal en las tablas con El conejo, este mundo merece felicidad (2009) y más tarde protagonizó Carrousel (2011), Más respeto, que soy tu madre 2 (2015-2016), Los Corruptelli (2016-2017), Bien argentino (2017-2019) y Sex (2019-2024). En la pantalla chica participó de las ficciones Señores Papis (2014), Loco por vos (2016), Cien días para enamorarse (2018) y Millennials (2018-2021). Su debut cinematográfico fue en la comedia Igualita a mí (2010) y luego participó en Locos sueltos en el zoo (2015).

## Biografía
Es la segunda hija del empresario Oscar Marzol y María Inés Yonni; tiene un hermano dos años mayor, Sebastián quién trabaja como abogado. Nació en el barrio de Villa del Parque, donde asistió al colegio Schiller Schule, en el cual fue abanderada y recibió la medalla de oro en el quinto año por haber obtenido el mejor promedio de la institución, y además obtuvo una beca en la bolsa de comercio pero la donó para poder perseguir su carrera como bailarina.
Su interés por el ambiente artístico y deportivo empezó a temprana edad cuando su madre la llevó a un club en su pueblo natal donde se formó en baile, natación y gimnasia rítmica. Formó parte de la selección nacional de gimnasia rítmica participando en competencias internacionales y también se consagró como la subcampeona nacional de dicha área. En su adolescencia participó de diversos espectáculos circenses y tomó clases de danza jazz. Luego de haber finalizado la secundaria, formó parte de la Compañía de Teatro Musical del IUNA (Instituto Universitario Nacional del Arte), en donde cursó la Licenciatura en Composición Coreográfica con mención en Comedia Musical y tiempo después asistió a la escuela de danza de Julio Bocca.

## Carrera profesional

### 2007-2011: Inicios en el teatro y primeras apariciones en los medios

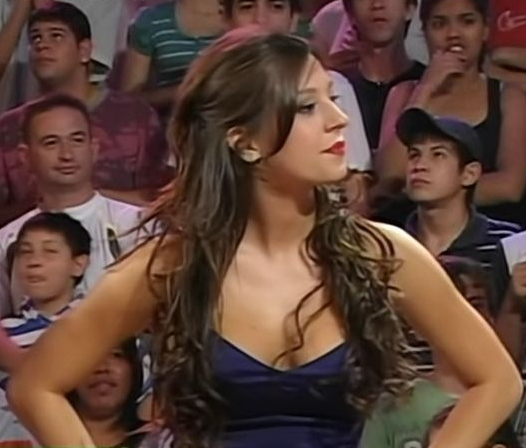
Marzol durante el programa 3, 2, 1 ¡A ganar! (2010)

A la edad de 17 años, Noelia comenzó a trabajar profesionalmente como bailarina en la compañía de teatro musical de Ricky Pashkus representando a la UNA. Allí, formó parte de Esgarabal (2007), El servicio se encuentra bloqueado (2007), Miniaturas Para 15 En 15 (2007), Sabor A Tutti Frutti (2007) y Con mi letra (2008), producciones que fueron estrenadas en el Teatro Borges. Posteriormente tuvo la oportunidad de trabajar en una obra muy importante titulada La Rotativa del Maipo (2008) donde compartió cartel con Jorge Lanata y la banda Miranda!. Ese mismo año realizó su primera aparición en los medios televisivos protagonizando junto a Sebastián Wainraich y Sebastián Presta un skecth denominado Kitsch TV, un segmento humorístico que pertenecía al programa Duro de domar.
En 2009, incursionó como actriz de teatro integrando el elenco principal de la obra El conejo, este mundo merece felicidad, en el papel de Pechuga Love. A la vez trabajó en televisión como bailarina integrando el equipo de baile de Silvina Escudero en el segmento El musical de tus sueños emitido dentro del programa Showmatch presentado por Marcelo Tinelli, del cual resultaron ser los ganadores de la competencia.
Aunque no fue hasta en 2010, donde alcanzó la popularidad en los medios al ser la asistente de juegos en el programa 3, 2, 1 ¡A ganar! conducido por Alejandro "Marley" Wiebe y emitido por Telefe. Previamente había trabajado en la obra Fantástica, a la cual había presentado su renuncia por diferencias con el elenco. Ese mismo año, le llegó la oportunidad de trabajar en la pantalla grande interpretando a Uma, una joven en una fiesta en la película Igualita a mí junto a Adrián Suar.
Tras la buena dupla que realizó con Marley en su trabajo anterior, Noelia fue nuevamente convocada por Telefe para participar del proyecto televisivo Minuto para ganar (2011), el cual recibió un buen promedio de audiencia llegando a perdurar tres años en la televisión y recibió un premio Martín Fierro por mejor programa de entretenimientos. Durante ese tiempo, fue convocada junto con Nazarena Vélez, Dominique Pestaña y Carolina Oltra para protagonizar la obra musical Carrousel en el Teatro Tabarís, el cual se estrenó el 21 de septiembre de 2011 luego de varias problemáticas con la fecha de debut. Allí se destacó por representar un cuadro de alto impacto visual y coreográfico denominado "El Aire", sin embargo, la obra no continuó por problemas económicos.

### 2012-2015: Crecimiento y ascenso profesional

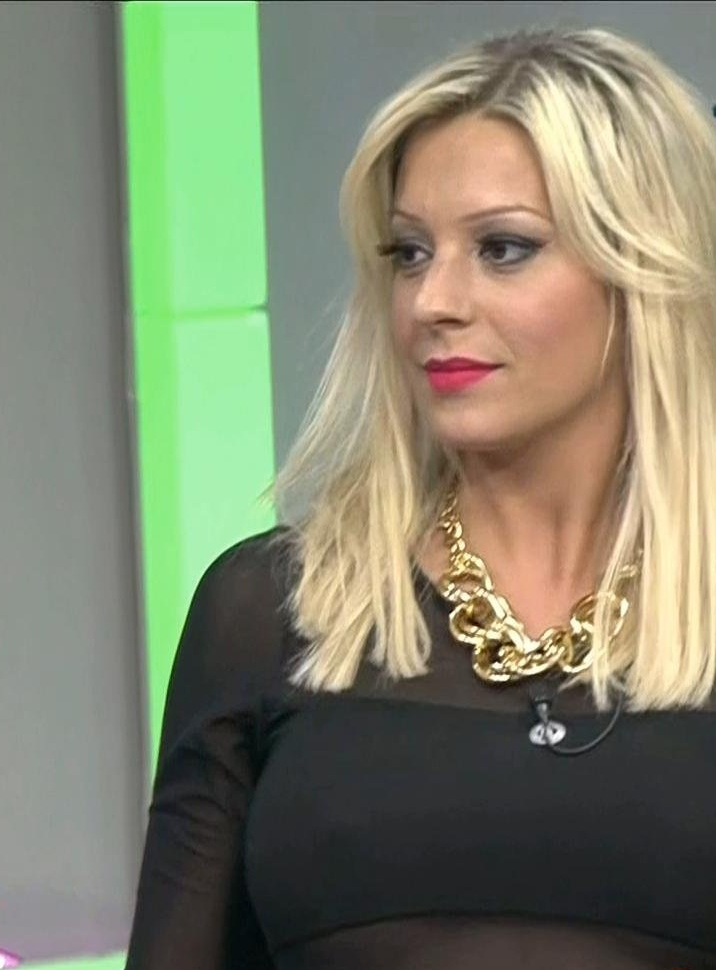
Marzol en una entrevista en 2013

En 2012, estuvo al frente de Hiperconectados junto a Guillermo "Fierita" Catalano y Tomás Balmaceda, el primer programa sobre tecnología en Argentina emitido a la medianoche por Telefe. Más tarde, Noelia fue la presentadora de Un Ocho (2013), un programa de baile emitido vía en línea en YouTube, donde enseñaba a realizar coreografías de manera didáctica acompañada por dos bailarinas profesionales y un dj.
Durante el 2013, participó de Celebrity Splash, un reality show de saltos ornamentales emitido por la cadena de Telefe. En su debut sorprendió al jurado con su salto convirtiéndose en una de las posibles candidatas a ganar la competencia. Noelia llegó a la instancia final del programa quedando en el quinto lugar.
Su siguiente trabajo en televisión fue el programa La Nave de Marley (2014), donde ofició como coconductora junto a Marley, Florencia Peña, Nazareno Móttola y Jey Mammón. En el programa realizaban juegos, experimentos y sketches, pero luego de perdurar cuatro meses al aire el programa finalizó. Ese año, enfocó su carrera hacia la actuación participando de la telenovela Señores papis emitida por Telefe. En ella interpretó a Daniela, una chica extrovertida y sensual que se convierte en el interés amoroso de Favio "El Chori" Carbonetti (Luciano Castro).

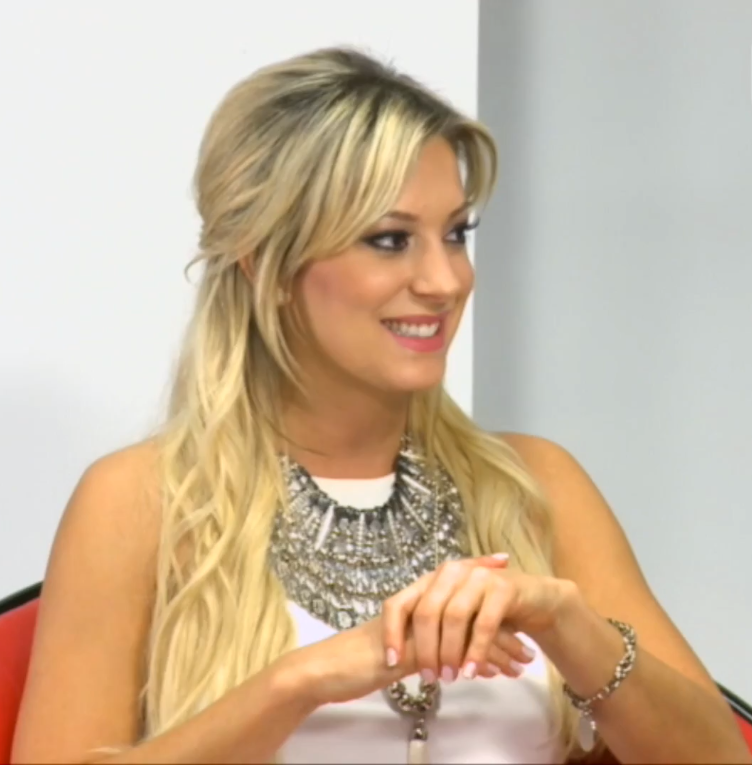
Marzol durante una entrevista en 2015

Luego fue llamada para conformar el elenco principal de la comedia teatral dirigida por Antonio Gasalla, Más respeto, que soy tu madre 2 (2015) en el Teatro Nacional Cervantes, interpretando el papel de Sofía Bertotti, una joven rebelde que traerá problemas a su mamá. La obra y las actuaciones del elenco fueron aclamadas por la crítica nacional y una de las más vistas de la temporada quedando por detrás de Piel de Judas encabezada por Susana Giménez. Durante dos meses participó como panelista en el programa de espectáculos Infama, en ese entonces conducido por Rodrigo Lussich y emitido por América TV.
A partir de mayo de 2015, tuvo una mayor exposición en los medios al ser una de las figuras del Bailando por un sueño 2015, segmento emitido dentro del programa Showmatch, junto a Luciano "El Tirri" Giugno quién fue su pareja de baile en el certamen. Sin embargo, la pareja quedó eliminada tras perder en el teléfono con el actor turco Ergün Demir, quién obtuvo el 75,03% de los votos del público contra el 24,97% de los votos obtenidos por Marzol y El Tirri.
Poco después, integró el reparto de la película comíca Locos sueltos en el zoo (2015) dirigida por Luis Barros. En ella interpretó el papel de Noelia, la encargada del puesto de regalería del zoológico. La película se estrenó el 9 de julio, recibiendo críticas negativas por parte de la prensa, pero su actuación recibió críticas positivas y fue elogiada por los expertos.

### 2016-presente: Reconocimiento yMillennials

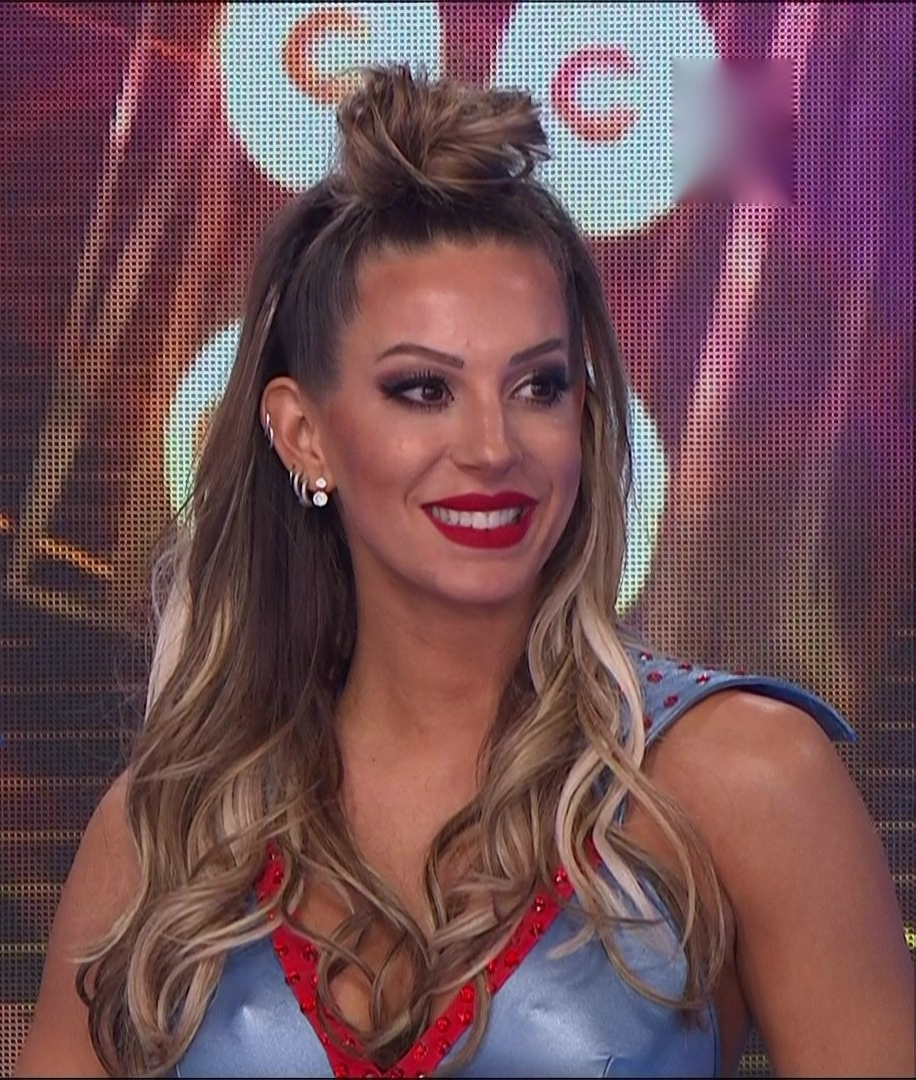
Marzol durante una gala del Súper Bailando 2019

En 2016, participó de la remake Polémica en el bar emitida por Telefe, junto a Mariano Iúdica, Miguel Ángel Rodríguez, Tristán y Anita Martínez. En ella interpretó a Noelia, la camarera y la nieta del dueño del bar. Luego de haber participado de 13 programas, Marzol confirmó su salida del programa debido a una propuesta de trabajo en el teatro y por no sentirse conforme con su personaje. En junio de ese año, protagonizó la obra Mr. Amor, casi casi un galán que se embarcó en una gira nacional. En la obra interpretó el papel de Sofía, una joven que se encuentra en pareja con Juan (Matías Alé) a quién no le ha contado toda la verdad sobre su vida pasada. Más tarde, participó de la sitcom Loco por vos emitida por Telefe, donde interpretó a una conductora de televisión.
Seguidamente es convocada por José María Muscari para integrar el elenco principal de la obra teatral Los Corruptelli en Villa Carlos Paz en el Teatro Bar, junto a Graciela Alfano, Fabián Gianola, Claribel Medina y Pablo Alarcón. En ella interpretó a Alexia Corruptelli, la novia de René (Christian Sancho), que está dispuesta a conquistar al hermano de éste y ser la primera dama de Argentina. Por este papel, Marzol obtuvo el galardón a Mejor Actriz de Reparto en los premios Estrella de Concert, recibió dos nominaciones a los premios Carlos y una nominación a los premios VOS. 
En abril de 2017, Marzol se incorporó como integrante estable del magazine culinario Qué mañana! televisado por El nueve, del cual participó hasta enero de 2018. Poco después, regresó como figura al certamen Bailando por un sueño 2017 acompañada por José María Muscari. En septiembre, la pareja quedó eliminada tras perder en el voto telefónico con el actor Christian Sancho, quién obtuvo el 58,21% de los votos contra el 41,71% obtenidos por Marzol y Muscari. Ese año, se anunció que Noelia participaría en tres funciones del espectáculo Bien argentino como primera bailarina y luego fue confirmada como parte del elenco para continuar en la gira nacional. Después, pasó a formar parte de dicho espectáculo para la temporada veraniega de Villa Carlos Paz, el cual se renovó con el nombre Bien argentino, la evolución en el Complejo Malambo. Por su trabajo en la obra obtuvo el galardón a Mejor Bailarina en los premios Estrella de Concert, el premio al Mejor Momento Perfecto en los premios VOS y fue nominada a los premios Carlos.
En 2018, realizó una participación especial, interpretando el papel de Vanesa Perla, una botinera que le inicia acciones legales a su exmarido en la telenovela Cien días para enamorarse de Telefe. Luego de su aclamado paso por el espectáculo Bien argentino, es nuevamente convocada por la compañía para continuar con la obra de gira, ser la coconductora de la versión televisiva titulada Somos bien argentino, la cual fue emitida por Ciudad Magazine y para establecerse en el Teatro Apolo en la temporada veraniega bonaerense del 2019. A su vez, se confirmó que interpretaría a Florencia Argañaraz, uno de los personajes centrales en la serie Millennials de Net TV junto a Nicolás Riera, Laura Laprida, Juan Guilera, Johanna Francella y Matías Mayer.
A principios de 2019, es nuevamente convocada por Telefe para participar del ciclo Minuto para ganar junto a Marley. Ese mismo año, se integró al elenco principal de la obra teatral Sex, viví tu experiencia de José María Muscari en el teatro Gorriti Art Center, la cual se estrenó el 7 de junio. Al mismo tiempo, fue nuevamente convocada para participar del Súper Bailando 2019 junto al cantante Ezequiel "El Polaco" Cwirkaluk, sin embargo, la pareja quedó eliminada en la ronda 12 del certamen tras perder el duelo telefónico con la modelo Lola Latorre, que obtuvo el 39,75% de los votos, mientras que Marzol y el Polaco lograron el 36,88%.
En 2020, Marzol ofició como jurado en el programa Todo puede pasar de El nueve, que buscaba encontrar al mejor bailarín amateur del país. En 2021, Noelia ingresó como participante del certamen Showmatch La Academia, donde fue emparejada con Jonathan Lazarte y resultó ser la campeona con el 50,7% de los votos del público venciendo en la gran final al actor Agustín Sierra quien obtuvo el 49,3%.
A mediados del 2023, ingresó al certamen Bailando 2023 como reemplazo de Florencia Vigna, donde resultó ser la subcampeona con el 49,90% de los votos frente al 50,10% cosechado por la bailarina e influencer Tuli Acosta. En 2024, Marzol creó, produjo y protagonizó el espectáculo de tango Bloody Tango estrenado el 2 de julio en el teatro Politeama.

## Vida personal
En octubre de 2019, Marzol confirmó que estaba comenzando una relación con el futbolista Ramiro Arias, con quién se conoció después de que este la fuera a ver a una función de la obra teatral Sex. En septiembre de 2020, la pareja anunció que estaban comprometidos y en noviembre de ese año confirmaron que estaban esperando su primer hijo. El 2 de enero de 2021, la pareja contrajo matrimonio en el registro civil. El 23 de mayo de ese año, nació su hijo Donatello en el sanatorio Otamendi en el barrio de Recoleta. En junio del 2022, Noelia reveló que estaba atravesando su segundo embarazo y que esperaba una nena se va a llamar Alfonsina.

## Filmografía

### Cine
| Año  | Título                  | Papel  | Dirección    |
| ---- | ----------------------- | ------ | ------------ |
| 2010 | Igualita a mí           | Uma    | Diego Kaplan |
| 2015 | Locos sueltos en el zoo | Noelia | Luis Barros  |

### Televisión
| Año             | Título                              | Papel               | Notas                            |
| --------------- | ----------------------------------- | ------------------- | -------------------------------- |
| 2008            | Duro de domar                       | La chica            | Segmento: Kitsch TV              |
| 2009            | Showmatch: El musical de tus sueños | Bailarina           | Equipo ganador                   |
| 2010            | 3, 2, 1 ¡A ganar!                   | Asistente de juegos |                                  |
| 2011-2013, 2019 | Minuto para ganar                   | Secretaria          |                                  |
| 2012            | Hiperconectados                     | Coconductora        |                                  |
| 2013            | Celebrity Splash                    | Participante        | 5.ta finalista                   |
| 2013            | Un ocho                             | Conductora          |                                  |
| 2014            | La nave de Marley                   | Coconductora        |                                  |
| 2014            | Señores papis                       | Daniela             |                                  |
| 2015            | Infama                              | Panelista           |                                  |
| 2015            | Showmatch: Bailando 2015            | Participante        | 4.ta eliminada                   |
| 2016            | Polémica en el bar                  | Noelia              |                                  |
| 2016            | Loco por vos                        | Conductora de TV    | Episodio: «El hombre que saluda» |
| 2017-2018       | Qué mañana!                         | Panelista           |                                  |
| 2017            | Showmatch: Bailando 2017            | Participante        | 6.ta eliminada                   |
| 2018            | Somos bien argentino                | Coconductora        |                                  |
| 2018            | Cien días para enamorarse           | Vanesa Perla        |                                  |
| 2018-2021       | Millennials                         | Florencia Argañaraz |                                  |
| 2019            | Showmatch: Súper bailando           | Participante        | 12.da eliminada                  |
| 2020-2021       | Todo puede pasar                    | Jurado              |                                  |
| 2021            | Showmatch: La academia              | Participante        | Ganadora                         |
| 2023-2024       | Showmatch: Bailando 2023            | Participante        | Subcampeona                      |
| 2025            | Menem                               | Periodista          | Episodio: «Convertible»          |

### Videos musicales
| Año  | Título              | Papel           | Artista         |
| ---- | ------------------- | --------------- | --------------- |
| 2013 | «La hora del té»    | Ella misma      | Javier Zuppi    |
| 2013 | «Eres tú»           | Novia           | Nico Sanmarti   |
| 2017 | «Me mata, me quema» | Interés amoroso | Marcelo Iripino |
| 2020 | «Lo prohibido»      | Bailarina       | Militta Bora    |

## Teatro
| Año           | Título                                 | Papel              | Lugar                                           |
| ------------- | -------------------------------------- | ------------------ | ----------------------------------------------- |
| 2007          | Esgarabal                              | Bailarina          | Teatro Borges                                   |
| 2007          | El servicio se encuentra bloqueado     | Bailarina          | Teatro Borges                                   |
| 2007          | Miniaturas para 15 en 15               | Bailarina          | Teatro Borges                                   |
| 2007          | Sabor a tutti frutti                   | Bailarina          | Teatro Borges                                   |
| 2008          | Con mi letra                           | Bailarina          | Teatro Borges                                   |
| 2008          | La rotativa del Maipo                  | Bailarina          | Teatro Maipo                                    |
| 2009          | El conejo, este mundo merece felicidad | Pechuga Love       | Teatro Maipo                                    |
| 2010          | Fantástica                             | Bailarina          | Teatro Atlas                                    |
| 2011          | Carrousel                              | El Aire            | Teatro Tabarís                                  |
| 2015-2016     | Más respeto, que soy tu madre 2        | Sofía Bertotti     | Teatro Nacional Cervantes                       |
| 2016          | Mr. Amor, casi casi un galán           | Sofía              | Gira nacional                                   |
| 2016-2017     | Los Corruptelli                        | Alexia Corruptelli | Teatro Bar                                      |
| 2017-2019     | Bien argentino, la evolución           | Primera bailarina  | Complejo Malambo / Gira nacional / Teatro Apolo |
| 2019-2024     | Sex, viví tu experiencia               | Fuego              | Gorriti Art Center / Teatro Melos               |
| 2024-presente | Bloody Tango                           | Bailarina          | Teatro Politeama / Teatro Astral                |
| 2024-2025     | Un viaje en el tiempo                  | Mónica             | Teatro del Lago / Teatro Astral                 |

## Premios y nominaciones
| Año  | Organización                | Categoría                                               | Trabajo                      | Resultado | Ref(s) |
| ---- | --------------------------- | ------------------------------------------------------- | ---------------------------- | --------- | ------ |
| 2017 | Premios VOS                 | Chica del verano                                        | Los Corruptelli              | Nominada  | [ 57 ] |
| 2017 | Premios Carlos              | Mejor actriz de reparto                                 | Los Corruptelli              | Nominada  | [ 58 ] |
| 2017 | Premios Carlos              | Revelación femenina de la temporada                     | Los Corruptelli              | Nominada  | [ 58 ] |
| 2017 | Premios Estrella de Concert | Mejor actriz de reparto                                 | Los Corruptelli              | Ganadora  | [ 59 ] |
| 2018 | Premios VOS                 | Mejor bailarina                                         | Bien argentino, la evolución | Nominada  | [ 60 ] |
| 2018 | Premios VOS                 | Mejor momento perfecto                                  | Bien argentino, la evolución | Ganadora  | [ 61 ] |
| 2018 | Premios Carlos              | Mejor bailarina                                         | Bien argentino, la evolución | Nominada  | [ 62 ] |
| 2018 | Premios Estrella de Concert | Mejor bailarina                                         | Bien argentino, la evolución | Ganadora  | [ 63 ] |
| 2020 | Premios Los Más Clickeados  | Famosos con más rating en internet                      | Ella misma                   | Ganadora  | [ 64 ] |
| 2022 | Premios Carlos              | Mejor pareja de baile (compartido con Jonathan Lazarte) | Sex, viví tu experiencia     | Nominada  | [ 65 ] |